# شاکی، ارمنستان
شاکی (به ارمنی: Շաքի) یک سکونتگاه مسکونی در ارمنستان است که در استان سیونیک واقع شده‌است.  در  کیلومتری جنوب کاپان، مرکز استان سیونیک واقع شده است.

## خصوصیات
شاکی ۶۰٫۶۷ کیلومترمربع مساحت و ۱٬۱۹۷ نفر جمعیت دارد و در ارتفاع  متر بالاتر از سطح دریا قرار گرفته است.